# مايكل شيهان
مايكل شيهان (بالإنجليزية: Michael Jarboe Sheehan)‏ هو كاهن كاثوليكي أمريكي، ولد في 9 يوليو 1939 في ويتشيتا في الولايات المتحدة.

## وصلات خارجية
- مايكل شيهان على موقع إن إن دي بي (الإنجليزية)